# Томашівська сільська рада (Дунаєвецький район)
Томаші́вська сільська́ ра́да — адміністративно-територіальна одиниця та орган місцевого самоврядування в Дунаєвецькому районі Хмельницької області. Адміністративний центр — село Томашівка.

## Загальні відомості
Томашівська сільська рада утворена в 1928 році.
- Територія ради: 23,969 км²
- Населення ради: 1 259 осіб (станом на 2001 рік)
- Територією ради протікають річки Тернавка, Студениця

## Населені пункти
Сільській раді підпорядковані населені пункти:
- с. Томашівка

## Склад ради
Рада складається з 16 депутатів та голови.
- Голова ради: Саврацький Віталій Васильович
- Секретар ради: Ференц Ольга Василівна

### Керівний склад попередніх скликань
| Прізвище, ім'я, по батькові   | Основні відомості                                                         | Дата обрання | Дата звільнення |
| ----------------------------- | ------------------------------------------------------------------------- | ------------ | --------------- |
| Саврацький Віталій Васильович | Сільський голова, 1958 року народження, освіта вища, безпартійний         | 26.03.2006   | 31.10.2010      |
| Саврацький Віталій Васильович | Сільський голова, 1958 року народження, освіта вища, член Партії регіонів | 31.10.2010   |                 |

Примітка: таблиця складена за даними сайту Верховної Ради України

### Депутати
За результатами місцевих виборів 2010 року депутатами ради стали:

#### За суб'єктами висування
| Суб'єкт висування      | Кількість обраних депутатів | %    |
| ---------------------- | --------------------------- | ---- |
| Самовисування          | 14                          | 87,5 |
| Партія «Народна влада» | 1                           | 6,3  |
| Українська партія      | 1                           | 6,3  |

#### За округами
| № округу               | Прізвище, ім'я, по батькові       | Дата визнання обраним | Освіта             | Партійна приналежність | Відомості про обраного депутата                      |
| ---------------------- | --------------------------------- | --------------------- | ------------------ | ---------------------- | ---------------------------------------------------- |
| Партія «Народна влада» |                                   |                       |                    |                        |                                                      |
| 2                      | Максименко Валентина Вікторівна   | 03.11.2010            | середня спеціальна | позапартійна           | ДНЗ№ 1ст. Дунаївці., помічниквихователя              |
| Українська партія      |                                   |                       |                    |                        |                                                      |
| 7                      | Смик Оксана Олексіївна            | 03.11.2010            | вища               | позапартійна           | Томашівська загальноосвітня школа І-ІІІ ст., вчитель |
| Самовисування          |                                   |                       |                    |                        |                                                      |
| 1                      | Гайдук Ніна Опанасівна            | 03.11.2010            | вища               | член Партії регіонів   | пенсіонер                                            |
| 3                      | Возний Олександр Ростиславович    | 03.11.2010            | середня спеціальна | член Партії регіонів   | Томашівський будиноккультури, директор               |
| 4                      | Стаднік Василь Васильович         | 03.11.2010            | вища               | член Партії регіонів   | "Студениця-1"С.Томашів-ка, головнийбухгалтер         |
| 5                      | Тон Оксана Іванівна               | 03.11.2010            | середня спеціальна | позапартійна           | Томашівськалікарська амбулаторія, медсестра          |
| 6                      | Тиран Ніна Василівна              | 03.11.2010            | середня спеціальна | позапартійна           | Томашівська сільська рада, касир                     |
| 8                      | Трачук Ганна Петрівна             | 03.11.2010            | середня спеціальна | позапартійна           | «Студениця-1», робітниця                             |
| 9                      | Трач Оксана Євгенівна             | 03.11.2010            | вища               | позапартійна           | Томашівська загальноосвітня школа, вчитель           |
| 10                     | Воронецька Олена Сергіївна        | 03.11.2010            | середня спеціальна | позапартійна           | с. Томашівка, соціальний працівник                   |
| 11                     | Саврацька Наталія Іванівна        | 03.11.2010            | вища               | позапартійна           | Томашівська загальноосвітня школа, завуч             |
| 12                     | Мужило Галина Миколаївна          | 03.11.2010            | середня            | позапартійна           | тимчасово не працює                                  |
| 13                     | Гура Неоніла Володимирівна        | 03.11.2010            | середня спеціальна | позапартійна           | Дитячий садок, завідувачка                           |
| 14                     | Гереловський Віктор Олександрович | 03.11.2010            | середня спеціальна | позапартійний          | пенсіонер                                            |
| 15                     | Нагибайло Олександр Іванович      | 03.11.2010            | вища               | член Партії регіонів   | Томашівскасільська амбулаторія, зубний технік        |
| 16                     | Ференц Ольга Василівна            | 03.11.2010            | вища               | член Партії регіонів   | Томашівська сільська рада, секретар                  |